# Villa Oesselmann
Die Villa Oesselmann befindet sich in Bremen, Stadtteil Gröpelingen, Ortsteil Lindenhof, Waltjenstraße 140. Sie entstand bis 1888 nach Plänen von Albert Dunkel und  H. Juchter (Bauleitung).
Das Gebäude steht seit 2001 unter Bremer Denkmalschutz.

## Geschichte
Die ein- bis zweigeschossige, verklinkerte Villa mit einem Walmdach, dem Sockelgeschoss und einem dreigeschossigen, mächtigen, zentralen Turm mit einem klassizistischen Portal sowie dem rückseitigen Erker mit Balkon und Giebel und zwei seitlichen Giebeln wurde 1887/88 in der Epoche des Historismus für den Brennereibesitzer Johann Friedrich Oesselmann gebaut. Verschiedene Medaillons zieren die Fassade, deren Kanten durch markante Ecksteine hervorgehoben werden. Auf dem Grundstück der in der Tiefe stehenden Villa entstanden zehn neuere Giebel-Reihenhäuser.
Heute (2018) wird das Haus als Beratungsstelle und Praxis genutzt.